# MoneyGram
MoneyGram International, Inc. este o companie americană de transfer de bani în Statele Unite, cu sediul în Dallas, Texas. Are un centru de operațiuni în St. Louis Park, Minnesota și birouri regionale și locale din întreaga lume. Afacerile MoneyGram sunt împărțite în două categorii: Transferuri de fonduri globale și Produse financiare din hârtie. Compania oferă serviciile către persoane fizice și întreprinderi printr-o rețea de agenți și instituții financiare.
În 2014, MoneyGram a fost al doilea cel mai mare furnizor de transferuri de bani din lume.  Compania operează în peste 200 de țări și teritorii, cu o rețea globală de aproximativ 347.000 de birouri de agenți.

## Istoric
MoneyGram International s-a format ca urmare a fuzionării a două companii, Travelers Express din Minneapolis și Integrated Payment Systems Inc. din Denver. MoneyGram a fost înființată mai întâi ca o filială a Sistemelor de plăți integrate și apoi a devenit o companie independentă înainte de a fi achiziționată de către Travelers în 1998. În 2004, Travelers Express a devenit ceea ce este cunoscut astăzi ca MoneyGram International.

### Travelers Express (1940-1997)
Travelers Express Co. Inc., cu sediul în Minneapolis, a fost fondată în 1940. În 1965, Travelers Express a fost achiziționat de The Greyhound Corporation (acum cunoscut sub numele de Viad Corp) și a devenit cel mai mare furnizor național de bani înainte de a iniția un plan de reorganizare a companiei în 1993.

### Sisteme MoneyGram (1988-1997)
MoneyGram a fost înființată în 1988 ca o filială a Integrated Payment Systems Inc. Integrated Payment Systems a fost o filială a First Data Corporation, care a fost ea însăși o filială a American Express. În 1992, First Data a fost retras de la American Express și tranzacționat public la bursa din New York Stock Exchange. First Data Corporation a fuzionat ulterior cu First Financial, proprietarii rivalei Western Union. Pentru a aproba fuziunea, Comisia Federală pentru Comerț a forțat First Data să vândă sisteme integrate de plată.
În 1996, Integrated Payment Systems, a doua cea mai mare afacere de transfer de bani nebancar din țară, a devenit propria companie tranzacționată public și a fost redenumită MoneyGram Payment Systems Inc. În 1997, James F. Calvano, fost președinte al Western Union, a devenit director general al MoneyGram Payment Systems. Până la sfârșitul anilor ’90, MoneyGram Payment Systems servise clienții din peste 22.000 de locații din 100 de țări.
Moneygram International Ltd. a fost înființată în 1997 de MoneyGram Payment Systems Inc. și Thomas Cook, la un an după ce compania a devenit publică. La momentul înființării MoneyGram International, MoneyGram Payment Systems deținea 51% din companie, în timp ce celelalte 49% erau deținute de Thomas Cook Group.

### MoneyGram International (1998-prezent)
În aprilie 1998, Viad Corp a achiziționat MoneyGram Payment Systems Inc. pentru 287 de milioane de dolari. MoneyGram a fost apoi pliat în Viad Travelers Express din Minneapolis. În noiembrie 2000, marca și afacerea MoneyGram au fost vândute către Travelex ca parte a achiziției Thomas Cook Financial Services pentru 400 de milioane de lire sterline.

## Produse

### Transferuri de bani
- MoneyGram Transfer de bani
- MoneyGram Bill Payments Services - care permite consumatorilor să efectueze plăți urgente sau să plătească facturi de rutină anumitor creditori.

## Controverse
În noiembrie 2012, compania MoneyGram International a recunoscut că a omis sporadic punerea în practică a mecanismelor de combatere a spălării de bani. Serviciile MoneyGram au fost folosite de entități terțe în activități ilegale de înșelăciune, victimele cărora au fost mii de persoane din Statele Unite. Compania s-a oferit să compenseze pierderile victimelor, inițiind un fond de $100 milioane de dolari. MoneyGram a păstrat, de asemenea, un monitor corporativ care va raporta în mod regulat la Departamentul de Justiție al Statelor Unite pentru o perioadă de probă de cinci ani. În cazul în care MoneyGram își îndeplinește obligațiile care decurg din acord, procurorii vor solicita respingerea acuzațiilor de asistență și instigare la fraudă bancară. MoneyGram a încheiat, de asemenea, orice legătură cu un agent complici la escrocheriile din 2009 și a investit peste 84 de milioane de dolari în îmbunătățiri ale sistemelor antifraudă ale consumatorilor ale companiei și în educarea conștientizării consumatorilor. În februarie 2015, MoneyGram a ajutat un reporter din Houston să închidă o înșelătorie de fraudă după ce a descoperit o schemă care utilizează un cont la companie.
În februarie 2016, MoneyGram a convenit că va plăti 13 milioane de dolari pentru a pune capăt unei anchete rezultate din reclamațiile clienților conform cărora autorii înșelătoriei i-au înșelat prin intermediul serviciului de transfer de bani. Acordul, cu procurori generali în 49 de state și Washington, DC, include 9 milioane de dolari pentru un fond la nivel național care va facilita returnarea banilor către unii clienți MoneyGram și 4 milioane de dolari pentru a acoperi costurile și taxele, potrivit numeroaselor anunțuri ale avocaților statului general.

## Filantropie
MoneyGram a lansat Fundația MoneyGram în 2013, care se concentrează pe distribuirea de granturi la nivel internațional pentru sprijinirea educației. Fundația MoneyGram a distribuit subvenții în 19 țări în primul său an de operațiuni. Fundația primește cea mai mare parte a finanțării sale de la MoneyGram International și se bazează pe programul anterior MoneyGram Global Giving.
Prin MoneyGram, Global Giving a făcut o donație de 100.000 de dolari către World Vision International pentru educație și rechizite școlare și o altă donație de 30.000 de dolari pentru programul Girls Exploring Math și Science din Dallas.
MoneyGram a participat la ajutor de urgență în urma cutremurului din Haiti din 2010, reducându-și taxele la doar 1 dolar pentru orice tranzacții către Haiti, împreună cu o subvenție de 10.000 de dolari către Fundația Pan Americană de Dezvoltare și Crucea Roșie Americană. În 2012, MoneyGram a contribuit la eforturile de ajutorare ale uraganului Sandy, angajându-se să doneze 1 dolar pe tranzacție până la 200.000 dolari Crucii Roșii Americane.
Fundația a contribuit, de asemenea, la alte ajutorare în urma unor evenimente precum taifunul Haiyan din Filipine. Compania a participat, de asemenea, la inițiativa One Laptop per Child și Habitat for Humanity prin intermediul Fundației MoneyGram.